# 927 TCN
927 TCN là một năm trong lịch La Mã.